# George Alfred Barnard
George Alfred Barnard (ur. 1915, zm. 2002) – brytyjski statystyk i logik. Laureat Medalu Guya. 